# 475696 Fisiocritico
475696 Fisiocritico este o planetă minoră (asteroid) din centura de asteroizi. A fost descoperită pe 13 noiembrie 2006 la osservatorio astronomico della Montagna Pistoiese⁠(d) de . 
Obiectul prezintă o orbită caracterizată de o semiaxă mare de 2,2446793895689 UAi, o excentricitate de 0,075549031282226, o înclinație de 3,7374560230269 ° în raport cu ecliptica.